# حسب الشيخ جعفر
حسب الشيخ جعفر(1942 - 11 أبريل 2022) شاعر عراقي. ولد في مدينة العمارة. تخرّج في معهد غوركي للآداب في موسكو عام 1966 وحصل على ماجيستر آداب. عُيِّن رئيساً للقسم الثقافي في إذاعة بغداد بين عامي 1970 - 1974، ومحرراً في جريدة الثورة، وهو عضو في الاتحاد العام للأدباء والكتاب في العراق. ساهم في الصحافة العراقية وحضر المؤتمرات الأدبية والشعرية في العراق ودول العربية والاتحاد السوفيتي. من دواوينه الشعرية‌: «نخلة الله» و«الطائر الخشبي» و«زيارة السيدة السومرية» و«عبر الحائط في‌ المرأة» و«في مثل حنو الزوبعة». وله عدة مؤلفات تحكي عن سيرته، وترجم عن عدد من شعراء الروس. حصل تقديراً لأعمال الشعرية على جائزة السلام السوفيتية في سنه 1983 وجائزة مؤسسة سلطان بن علي العويس الثقافية للشعر الـدورة الثامنة: 2002 - 2003. توفي في أحد مستشفيات بغداد في 11 أبريل 2022.

## سيرته
ولد عام 1942 في ناحية هور السلام بمدينة العمارة، جنوب العراق وتلقى تعليمه الابتدائي والثانوي في محافظة ميسان. انتقل وهو في سن الثامنة عشرة إلى موسكو على نفقة من قِبل الحزب الشيوعي العراقي ليدرس في معهد غوركي للآداب عام 1959، فحصل على درجة الماجستير في الآداب عام 1965. ثم عاد إلى وطنه وعمل في الصحافة والبرامج الثقافية الإذاعية، كما عمل محرراً في الصحافة الثقافية البغدادية. عُيِّن عضو في الهيئة الإدارية لاتحاد الأدباء في العراق في 1969 حتى بداية التسعينات. توفي يوم الإثنين المصادف 11 أبريل 2022 في مدينة بغداد ودفن بمقبرة وادي السلام. كما عزّى رئيس الوزراء العراقي مصطفى الكاظمي ذوي الشاعر بوفاته قائلًا: «"تلقينا ببالغ الأسى نبأ رحيل الشاعر العراقي الكبير حسب الشيخ جعفر. كان رحمه الله قامة ثقافية وإنسانية باسقة أمدّ الثقافة العراقية بدفق الفكر والوطني"».

## شعره
يقال أن ذكرياته في روسيا هي النبع الملهم لكل ما كتب، «حكايته الشخصية بدأت وانتهت هناك. أما شعره فقد كان شيئا مختلفا. كان ذلك الشعر مزيجا من عصور مختلفة. كانت تقنيته تمزج بين الأزمنة المتباعدة كما لو أنها تقع في الوقت نفسه. كما أن المشاهد المتلاحقة لا تنتمي إلى مكان بعينه. في ذلك الشعر كان المعدان وهم سكان الأهوار العراقية يتلمسون طريقهم في أروقة قصور الإمبراطورية الروسية كما لو كانوا من بناتها. لقد تخطى حسب في شعره عقدتي المكان والزمان فكان شعره شبيها بمحاولات فرجيينا وولف في الرواية. ألهمه التداعي الحر أن يكون ابن لحظة الكتابة. كان من الصعب تقليده لذلك كان نسيانه مطلوبا».

## مؤلفاته
- نخلة الله، شعر، 1969.
- الطائر الخشبي، 1972.
- زيارة السيّدة السومريّة، شعر، 1974.
- عبر الحائط في المرآة، شعر، 1977.
- وجيء بالنبيين والشهداء
- في مثل حنو الزوبعة
- الأعمال الشعرية، شعر، 1985.
- أعمدة سمرقند، شعر، 1985.
- كران البور
- الفراشة والعكاز
- تواطؤاً مع الزرقة
- رباعيات العزلة الطيبة
- رماد الدرويش مذكراته عن مرحلة الدراسة في موسكو
- الريح تمحو والرمال تتذكر، رواية، 1969.
- مختارات من الشعر الروسي

وترجم قصائد مختارة لغابرييلا ميسترال، وقصائد مختارة لبوشكين.

## جوائزه
- جائزة السلام السوفيتية 1983
- جائزة مؤسسة سلطان بن علي العويس الثقافية للشعر، الـدورة الثامنة : 2002 - 2003.[9]